# Władimir Golicyn
Władimir Dmitrijewicz Golicyn, ros. Владимир Дмитриевич Голицын (ur. 7 czerwca 1902 r. w Gatczynie, zm. 11 listopada 1990 r. w Meudon) – rosyjski działacz i publicysta emigracyjny, członek Komitetu do Spraw Organizacji Przedstawicielstwa Rosyjskiej Emigracji Narodowej podczas II wojny światowej.
Pochodził z rodu książęcego. Brał udział w wojnie domowej w Rosji w wojskach Białych gen. Antona I. Denikina. W poł. listopada 1920 r. wraz z pozostałymi wojskowymi został ewakuowany z Krymu do Gallipoli. Na emigracji zamieszkał w Paryżu. Początkowo pracował jako robotnik w fabryce, a następnie był szoferem taksówki. Był członkiem organizacji „Swiataja Ruś” i Bractwa Rosyjskiej Prawdy. Po zajęciu Francji przez wojska niemieckie latem 1940 r., wszedł w skład nowo utworzonego Komitetu do Spraw Organizacji Przedstawicielstwa Rosyjskiej Emigracji Narodowej. Odpowiadał za kontakty z niemieckimi władzami okupacyjnymi. Po zakończeniu wojny działał w Palestyńskim Stowarzyszeniu Rosyjskiej Cerkwi Prawosławnej w Jerozolimie. Wspierał Narodową Organizację Witazi, uzyskując tytuł „przyjaciel Witazi”. W latach 80. publikował w pismach „Grani” i „Strielec”.